# Uncle Tom's Cabin (film 1914)
Uncle Tom's Cabin è un film muto del 1914 diretto da William Robert Daly.
Si tratta del primo lungometraggio tra i numerosi adattamenti cinematografici del celebre romanzo di Harriet Beecher Stowe, dopo che ben 7 cortometraggi erano stati prodotti tra il 1903 e il 1913. È questo anche il primo adattamento in cui un attore afroamericano sia chiamato a interpretare il ruolo del protagonista, facendo di Sam Lucas in assoluto il primo attore afroamericano protagonista in un film di Hollywood. Per altri personaggi tuttavia si continua come tradizione a ricorrere ad attori in blackface. La piccola Marie Eline torna nuovamente ad interpretare il ruolo di "Eva" come già aveva fatto nella versione della Thanhouser Film Corporation del 1910.
Le riprese negli esterni ed il taglio più cinematografico dell'azione (con chiare influenze dal genere western) segnano una svolta rispetto al taglio teatrale delle precedenti versioni e contribuirono al successo della pellicola, dando un carattere più realistico alla vicenda.
Will Marion Cook compose le musiche da eseguirsi durante la proiezione del film.

## Trama
La famiglia Shelby è in gravi problemi economici. Gli Shelby sono dunque costretti a vendere Tom, un uomo fedele e buono, e il piccolo Harry, di soli 5 anni, a uno spietato mercante di schiavi. Eliza, madre di Harry, scappa con il piccolo. Si ricongiungerà a suo marito George e si rifugeranno tutti in Canada. Tom, invece, si consegna al mercante di schiavi. Conoscerà un padrone generoso con una figlia, la piccola Eva, che considererà Tom come un secondo padre. Il padrone e la figlia muoiono, e Tom è costretto ad avere un nuovo padrone. Questa volta cadrà nelle mani di un uomo spietato, Simon Legree, che lo farà frustare a morte per essersi rifiutato di punire un'altra schiava.

## Produzione
Il film fu prodotto negli Stati Uniti da World Film.

## Distribuzione
Distribuito da World Film, il film uscì nelle sale cinematografiche statunitensi il 10 agosto 1914.